# Heliothis
Heliothis is een geslacht van nachtvlinders uit de familie Noctuidae. Hun larven zijn een plaag voor de landbouw voornamelijk voor de teelt van tabak, katoen, Sojabonen. Verschillende soorten van dit geslacht zijn nu geplaatst bij Helicoverpa.

## Soorten
- H. acesias Felder & Rogenhofer, 1872
- H. adaucta Butler, 1878
- H. albida (Hampson, 1905)
- H. albivenata (Hampson, 1916)
- H. australis Hardwick, 1994
- H. batuense Laporte, 1977
- H. belladonna (H. Edwards, 1881)
- H. borealis (Hampson, 1903)
- H. conifera (Hampson, 1913)
- H. charmione (Stoll, 1790)
- H. flavescens (Janse, 1917)
- H. flavigera (Hampson, 1907)
- H. fuscimacula (Janse, 1917)
- H. galatheae (Wallengren, 1856)
- H. incarnata Freyer, 1838
- H. maritima

Heidedaguil (Graslin, 1855)
- H. metachrisea (Hampson, 1903)
- H. nubigera

Bleke daguil Herrich-Schäffer, 1851
- H. ononis (Denis & Schiffermüller, 1775)
- H. oregonica (H. Edwards, 1875)
- H. pauliani Viette, 1959
- H. peltigera

Vlekdaguil Denis & Schiffermüller, 1775
- H. phloxiphaga Grote & Robinson, 1867
- H. posttriphaena (Rothschild, 1924)
- H. proruptus Grote, 1873
- H. punctifera Walker, 1857
- H. richinii (Berio, 1939)
- H. roseivena (Walker, 1866)
- H. scutuligera Guenée, 1852
- H. subflexa (Guenée, 1852)
- H. viriplaca

Lichte daguil (Hufnagel, 1766)
- H. xanthiata Walker, 1865

### Foto's

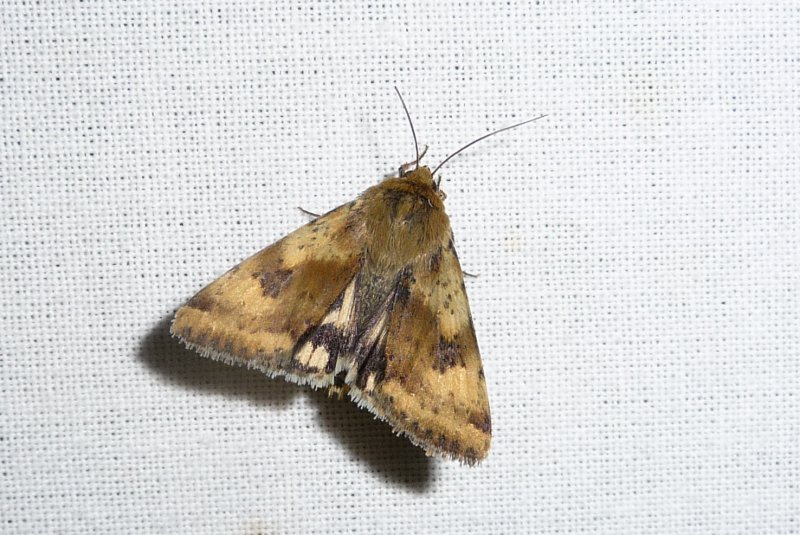
Heliothis maritima Heidedaguil
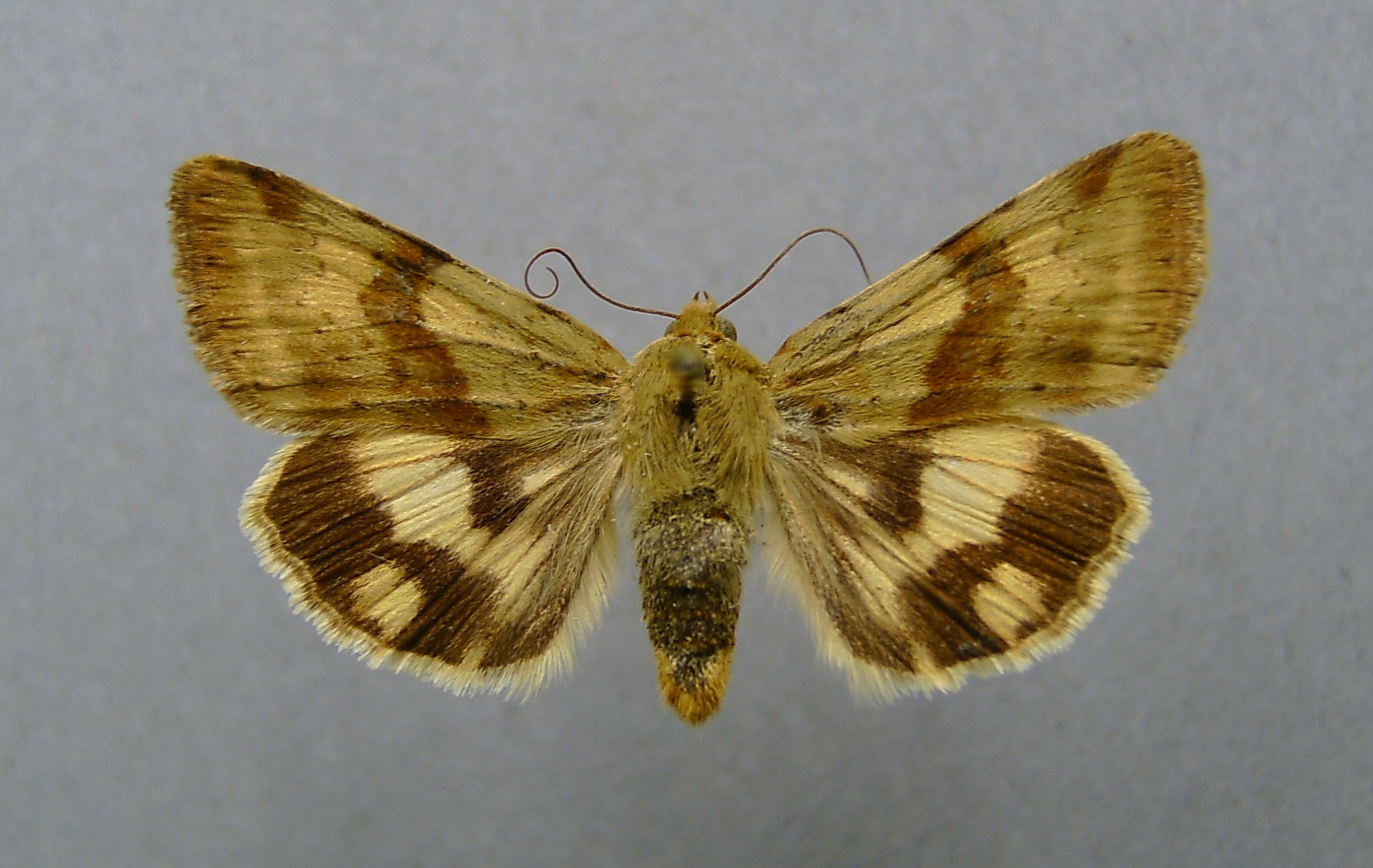
Heliothis adaucta
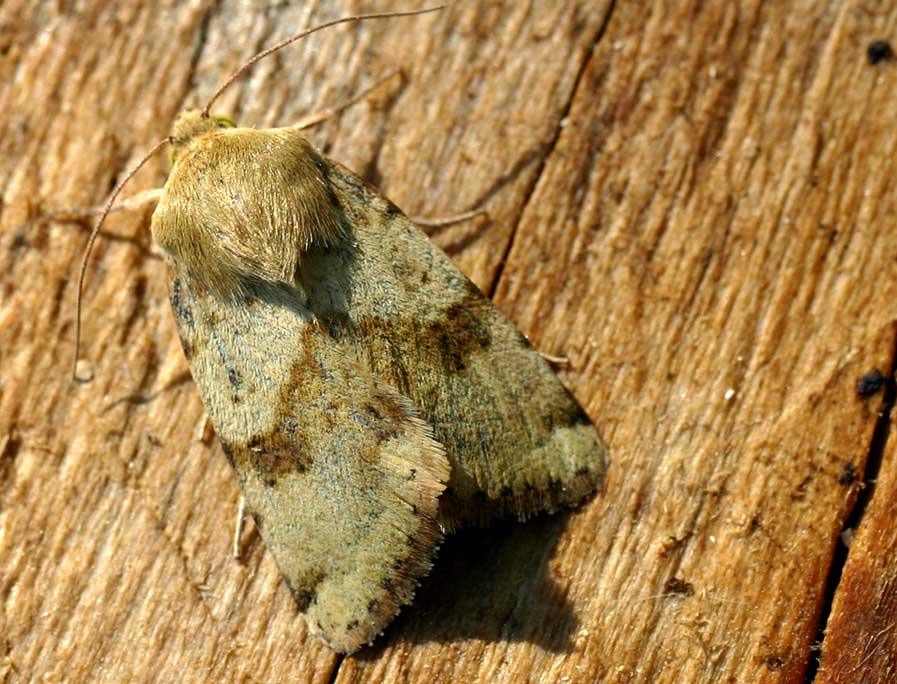
Heliothis viriplaca Lichte daguil